# یوتا لامپه
یوتا لامپه (آلمانی: Jutta Lampe؛ زادهٔ ۱۳ دسامبر ۱۹۳۷) بازیگر و بالرین اهل آلمان است.
از فیلم‌ها یا برنامه‌های تلویزیونی که وی در آن نقش داشته‌است، می‌توان به ماریانه و یولیانه و جن‌زدگان اشاره کرد.